# Hubin
För andra betydelser, se Hubin (olika betydelser).
Hubin är ett stadsdistrikt och säte för stadsfullmäktige i Sanmenxia i Henan-provinsen i norra Kina.